# Гооссенс, Эжен (сын)
Эжен Гооссенс (нидерл. Eugène Goossens; 28 января 1867, Бордо — 31 июля 1958) — бельгийский скрипач и дирижёр, сын Эжена Гооссенса-отца и отец заметных английских музыкантов Юджина Гуссенса, Леона Гуссенса и Сидони Гуссенс.
Учился в Брюссельской консерватории у Александра Корнелиса (скрипка) и Франсуа Огюста Геварта (композиция), затем вместе с отцом переехал в Лондон и окончил Королевскую академию музыки. Играл под управлением своего отца в оркестре оперного театра Карла Розы, а в 1899 г. принял от него руководство оркестром.